# Solipsismus
Solipsismus (lateinisch sōlus ‚allein‘ und ipse ‚selbst‘) bezeichnet in der Philosophie eine These oder Schlussfolgerung, nach der allein die Existenz des eigenen Ichs gewiss sein kann.

## Ausprägungen
Der Ausdruck Solipsismus wird in der Philosophie in unterschiedlichem Sinne gebraucht, unter anderem für Thesen folgender Art:
- metaphysischer Solipsismus: Nur das eigene Ich existiert. Nichts außerhalb des eigenen Bewusstseins existiert, auch kein anderes Bewusstsein.
- methodologischer Solipsismus: Die Bedeutung konzipierter Begriffe hängt einzig von Bewusstseinszuständen des denkenden Subjekts ab. Der Begriff „methodologischer Solipsismus“ wird in der Philosophie des Geistes verwendet, geprägt wurde er durch Hilary Putnam in dessen Werk The Meaning of Meaning. In diesem Kontext spielt der Solipsismus eine wichtige Rolle in der Diskussion um Externalismus und Internalismus.[2]
- Mit den ersten zwei Punkten steht der epistemologische Solipsismus in Verbindung. Dieser Lehre nach sind unsere Erkenntnisse über die Außenwelt abhängig von unseren jeweiligen mentalen Zuständen.[3]
- ethischer Solipsismus bzw. „Egoismus“: Es ist rational, das eigene Handeln nur danach zu beurteilen und auszurichten, dass die eigenen Präferenzen (etwa eigenes körperliches Wohlergehen usw.) weitestmöglich erfüllt werden (und Präferenzen anderer überhaupt nicht mit in Betracht zu ziehen).

Diese unterschiedlichen Arten von Solipsismus wurden und werden auch noch mit anderen und unterschiedlich gewichteten Themenschwerpunkten entwickelt, verteidigt und von anderen Philosophen angegriffen.

## Begriffsgeschichte
Noch im 19. Jahrhundert wurde der Begriff „Solipsismus“ ungefähr gleichbedeutend verwendet mit „Selbstsucht“. Was heute meist „metaphysischer Solipsismus“ genannt wird (nichts außer dem eigenen Bewusstsein existiert), wurde zumeist „(logischer) Egoismus“ genannt. Eine solche Position wird von Johann Burkhard Mencke beschrieben: Die „Egoistas“ würden vertreten:

“quod soli sint in mundo, cetera omnia tantum in ipsorum cogitationibus existant”

„dass sie die Einzigen in der Welt sind, jedwede anderen würden nur existieren in den eigenen Gedanken“

Menckes Bericht liegt eine jesuitische Polemik zugrunde, welche sich gegen die Positionen von Descartes, George Berkeley und deren Schüler richtete.

## Ideengeschichte

### Descartes
Dem Cartesianismus zufolge gibt es nur zwei Arten von Seiendem: Bewusstsein (res cogitans) und materielle Objekte (res extensa). Nur die Existenz des eigenen denkenden Ichs ist erkenntnistheoretisch gewiss. Darüber hinaus gegeben sind uns nur Bewusstseinsgehalte. Descartes betonte: „Die Außenwelt könnte ein bloßer Traum sein.“

### Schopenhauer
Arthur Schopenhauer zufolge unterliegt die gesamte Wirklichkeit einem Prinzip, das er „Wille“ nennt. „Die Welt ist meine Vorstellung“ gilt Schopenhauer als erster Hauptsatz seiner Philosophie. Die Welt, als Vorstellung betrachtet, zerfällt in Subjekte und Objekte, die zwar untrennbar voneinander verschieden, jedoch letzten Endes beide nur Erscheinungen des metaphysischen Willens sind. Dem Menschen als höchster Erscheinungsform des noumenalen metaphysischen Willens ist nach Schopenhauer die Möglichkeit gegeben, die Illusion des persönlichen Willens aufzuheben und so in einen Zustand des Nichtseins, des Nirwana zu gelangen. Hier zeigt sich ein starker Einfluss der indischen Philosophie, in Schopenhauers Übersetzung einer Stelle einer frühen Teilübertragung der Upanishaden: „Die gesamte Welt bin im Grunde ich allein und außer mir ist nichts anderes existent und die gesamte Schöpfung habe ich selbst gemacht“. Schopenhauer selbst grenzt sich allerdings vom Solipsismus ab.

### Stirner
Max Stirner formuliert in Der Einzige und sein Eigentum (1845) Thesen wie „Mir geht nichts über Mich“ oder „Ich bin nicht ein Ich neben anderen Ichen, sondern das alleinige Ich: Ich bin einzig“. Er wendet sich damit gegen eine Begründung der Ethik aus Allgemeinbegriffen wie dem der Menschheit. Die Orientierung am Ich in seiner „Einzigkeit“ schlägt er vor als Überwindung eines Bestimmtseins durch äußere Kräfte (Stirner spricht von „Realismus“) oder von abstrakten Ideen („Idealismus“), kurz, jedem Willen, etwas anderes zu sein als das eigene Selbst; alternative moderne Positionen kritisiert er als nicht weiterführender denn religiöse Begründungsmuster – was z. B. auch für Ludwig Feuerbachs Orientierung am Gattungswesen Mensch gelte. Zwischen Ich und Gesellschaft bzw. Staat sollten keinerlei Pflichten bestehen, sondern vielmehr ein Antagonismus. Diese Position der „Eigenheit“ unabhängig von jeder Verpflichtung sinnt er auch anderen Menschen an. Sie können sich aus Eigeninteresse zusammenschließen – nicht aber als Mittel zu einem von ihrer „Eigenheit“ und damit zusammenhängendem verschiedenen Zweck. Stirner selbst formuliert: „Fort denn mit jeder Sache, die nicht ganz und gar Meine Sache ist! […] Mir geht nichts über Mich!“
Wesentlich für das Verständnis von Solipsismus bei Max Stirner ist der Begriff der Individualität. „Ich“ bedeutet bei Stirner „einzig“ im Sinne von einzigartig. Die Entwicklung der Individualität bedeutet gleichzeitig die „Selbstwerdung“, d. h. der Begriff beschreibt den menschlichen Entwicklungsprozess. Innerhalb dieser radikalen Individualität entwickelt Stirner dann, wie später auch Nietzsche, eine Negierung der Moral, einen Atheismus und eine damit zusammenhängende Gesellschaftskritik. Auch arbeitet Stirner mit dem Begriff des „Eigners“. In Der Einzige und sein Eigentum schreibt er: „Als ich mich dazu erhoben hatte, der Eigner der Welt zu sein, da hatte der Egoismus seinen ersten vollständigen Sieg errungen, hatte die Welt überwunden, war weltlos geworden.“
Bei Max Stirner ist das Ich der Gestalter der Welt in jeder Hinsicht. Hieraus ergeben sich verschiedene Ableitungen dieses Konzepts, welche einen radikalen Freiheitsbegriff begründen. Stirner schreibt: „Und doch ist kein Ding durch sich heilig, sondern durch Meine Heiligsprechung.“ Stirner ist damit ein Vertreter der radikalen Variante des Solipsismus.

### Wittgenstein
Bei Ludwig Wittgenstein wird das Thema des metaphysischen oder epistemischen Solipsismus indirekt im Zusammenhang mit dem Privatsprachenargument behandelt. Diesem zufolge kann es eine rein private Sprache bzw. nur dem Sprecher bekannte Bedeutungen seiner sprachlichen Äußerungen nicht geben. Die logische Struktur des wittgensteinschen Arguments ist ebenso wie dessen Plausibilität bzw. die Plausibilität zahlreicher vorgeschlagener Rekonstruktionen und Modifikationen bis heute strittig. Eine vereinfachte Lesart ist beispielsweise: Nur, wenn andere Teilnehmer am Gebrauch derselben Sprache Äußerungen in dieser Sprache gemäß geteilter Gebrauchskonventionen akzeptieren oder zurückweisen können, können diese Äußerungen überhaupt wahr sein.
In Wittgensteins Philosophischen Untersuchungen stellt sich das Problem des Solipsismus in folgender Aussage dar: „Wenn man aber sagt: 'Wie soll ich wissen, was er meint, ich sehe ja nur seine Zeichen', so sage ich: 'Wie soll er wissen, was er meint, er hat ja auch nur seine Zeichen.'“
Das Problem des Solipsismus bei Wittgenstein lässt sich bereits auf sein erstes Werk, den Tractatus logico-philosophicus, zurückführen. Die gängige Forschung vertritt die Auffassung, Wittgenstein habe im Tractatus eine solipsistische Position vertreten, welche er dann in den Philosophischen Untersuchungen verwirft. In diesem Zusammenhang wird insbesondere P.M.S. Hacker genannt. „Was der Solipsismus nämlich meint, ist ganz richtig, nur lässt es sich nicht sagen, sondern es zeigt sich“ (Tractatus 5.62). Wittgenstein scheint gerade in den frühen Jahren seines philosophischen Schaffens von Schopenhauer beeindruckt; Wittgenstein selbst äußerte sich gelegentlich dahingehend, dass er kaum einen der großen Philosophen gelesen hat, wobei Schopenhauers Hauptwerk eine Ausnahme bildet und Wittgenstein bei der Abfassung des Tractatus Die Welt als Wille und Vorstellung wohl vor sich liegen hatte. Wegweisend für die solipsistische Tendenz des Tractatus ist der berühmte Satz „Die Grenzen meiner Sprache bedeuten die Grenzen meiner Welt“ (T. 5.6). Das Subjekt betrachtet die Welt durch Sprache, das logische Gerüst dieser Außenwelt, wobei „Logik keine Lehre, sondern ein Spiegelbild der Welt“ ist (T. 6.13). Nach der Lehre des Tractatus können die Sprache und die durch sie abgebildete Welt nicht unabhängig vom Subjekt existieren. Es handelt sich jeweils um meine Sprache und um meine Welt. Der solipsistische Ansatz des Tractatus wird also dadurch deutlich, dass die Welt immer nur „meine Welt“ sein kann, was im Übrigen auch die Grundthese des Solipsismus darstellt. Mit dieser Erkenntnis tritt das Ich in die Philosophie ein, und das Ich ist hierbei jeder Einzelne selbst. Von der philosophischen Betrachtung der Welt aus gesehen, sind das Subjekt und die logisch strukturierte Welt eins. Dieser Ansatz Wittgensteins wird auf Otto Weininger zurückgeführt, dessen Werk Geschlecht und Charakter eine gewisse Faszination auf Wittgenstein ausgeübt haben muss. Weininger spricht in diesem Kontext von der Einheit des „ethisch bestimmten Ich“ mit der (logisch strukturierten) Welt. Dies ist der Grund, weshalb David Bell bei Wittgenstein von einem „Ich-tilgendem Solipsismus“ spricht.
Das Subjekt ist nach Wittgenstein als Inhaber oder Beschreiber der Welt kein Teil von ihr, da es keine Teilmenge dessen sein kann, was es beschreibt. In den Philosophischen Untersuchungen wandelt sich die Philosophie Wittgensteins gegenüber dem Solipsismus dahingehend, dass seine Gedanken zu diesem Thema nicht mehr im Kontext der Logik, sondern der Psychologie stehen. Vossenkuhl bezeichnet diesen neuen Zusammenhang als „grammatischen Solipsismus“ und meint damit einen solchen, der durch eine sprachliche Vereinbarung Feststellungen erlaubt, die jedermann zugänglich sind.
Der Solipsist steht vor dem Problem, wie er erkennen kann, ob beispielsweise jemand anderes Schmerzen hat. Er leugnet die Schmerzen des anderen nicht grundsätzlich vor dem Hintergrund der Annahme, dass nur seine eigenen Schmerzen real sind, sondern er wird zu dem Schluss kommen, dass auch der andere Schmerzen hat, nur eben nicht seine, die des Solipsisten.
Der Solipsismus Wittgensteins ergibt sich aus der Logik seines Denkens. Für die Mitteilung privater Empfindungen gibt es für ihn keine Grammatik und keine Regeln, weil Sprache eben nicht nur auf eine Weise funktioniert.
Nach Vossenkuhl ist Wittgenstein selbst kein Solipsist, macht sich aber zwecks Verständnis dessen Perspektive zu eigen. Das Interessante an Wittgensteins Solipsismus-Begriff ist nun, dass es zwischen den einzelnen Subjekten keine Differenzen hinsichtlich ihrer Wahrnehmung der Welt gibt. Dies ist eigentlich ein Paradox, da er ja den subjektiven Standpunkt hervorgehoben hatte. Die Behauptung Wittgensteins, dass die Welt nur meine Welt ist, beinhalte aber, dass sie für jeden dieselbe ist. „Es gibt nur die erste Person Singular als Wissenssubjekt und keine dritten Personen“ wie Vossenkuhl es ausdrückt. So fällt der Solipsismus mit dem Realismus zusammen, wie Wittgenstein es bereits im Tractatus ausgedrückt hatte (T. 5.64).

### Putnam/Fodor
Hilary Putnam, Jerry Fodor und andere haben die Begriffe „methodologischer Solipsismus“ und „Externalismus“ (bezüglich der Gehalte sprachlicher Äußerungen oder konzipierter Begriffe) geprägt. Dem Letzteren zufolge hängt die Bedeutung von Worten oder Begriffen ab von der Realexistenz ihrer Referenten in der (bewusstseinsunabhängigen) Welt. Das Gedankenexperiment der Zwillingserde soll das verdeutlichen; es resultiert in der These: Was unser Wissensbegriff letztlich bedeutet, hängt z. B. davon ab, wie dasjenige Element, mit welchem wir faktisch kausal interagierten, wirklich beschaffen ist – nicht beispielsweise, wie es uns phänomenal erscheint. Falls diese Position plausibel ist, wird das Fürwahrhalten eines methodologischen wie auch eines metaphysischen Solipsismus, so die übliche Auffassung, unplausibel.
Hilary Putnam arbeitet auch mit dem Begriff des direkten Realismus, wobei er sich auf Wittgenstein bezieht. Hierbei geht es um das Verhältnis von Sprache und Wirklichkeit und darum, dass Wittgenstein keine mentalen Bilder zwischen die Dinge und die Gedanken über sie setzt.

### Weitere Konzeptionen
In der Phänomenologie haben auch Debatten zum Problem der Fremdwahrnehmung mit dem Thema des Solipsismus zu tun.
Bertrand Russell definiert den Solipsismus als „die Ansicht, wonach ich als einziger existiere“, womit er gleichzeitig eine Kritik an diesem Konzept ausdrücken will, zumal der Solipsismus für ihn eher eine Glaubensfrage zu sein scheint. Der Solipsismus ist für Russell von daher unwiderlegbar. Als Grundkonzept der Wirklichkeit umgeht Russell ihn, indem er folgert, dass es „wahrscheinlich auch andere Geister gibt“.
Jean-Paul Sartre sieht in der „Klippe des Solipsismus“ ein fortdauerndes Problem.
Von Rupert Riedl stammt das Bonmot: „Ich bin persönlich überzeugt, dass ich einen ganzen Solipsistenkongreß mit einem entkommenen wilden Nashorn in die Flucht treiben könnte.“

### Philosophische Literatur
- J. L. Austin: Fremdseelisches. In: Gesammelte philosophische Aufsätze. Stuttgart 1986, S. 101–152.
- R. C. Buck: Non-Other Minds. In: R. J. Butler (Hrsg.): Analytical Philosophy. Band 1, Oxford 1966, S. 187–210.
- G. Graham: The Problem of Other Minds. In: Philosophy of Mind, An Introduction. Oxford 1993, Kap. 3, S. 36–59.
- N. Malcolm: The Privacy of Experience. In: Thought and Knowledge. Ithaca und London 1977, S. 104–132.
- N. Malcolm: Knowledge of Other Minds. In: Knowledge and Certainty. Ithaca und London 1975, S. 130–140.
- Hilary Putnam: Brains and Behaviour. In: Analytical Philosophy. Band 2, Oxford 1968, S. 1–19.
- P. M. S. Hacker: Empirischer Realismus und transzendentaler Solipsismus. In: Einsicht und Täuschung. Frankfurt 1978, Kap. 3, S. 87–122.
- P. M. S. Hacker: Die Widerlegung des Solipsismus. In: Einsicht und Täuschung. Frankfurt 1978, Kap. 7, S. 251–286.
- M. ter Hark: Wittgenstein und Russell über Psychologie und Fremdpsychisches. In: Wittgenstein über die Seele. Frankfurt 1995, S. 84–106.

### Belletristische Literatur
- David Ambrose: Der 8. Tag. Weltbild Verlag, Bergisch Gladbach / Augsburg 1997, ISBN 3-404-12988-1.
- Martin Eichhorn: Kommste, willste, kriegste. Ein philosophischer Kriminalroman. Königshausen & Neumann, Würzburg 2004, ISBN 3-8260-2640-3.
- Robert Heinlein: (Spätwerk)
- Sonja Klimek: Postmoderner Solipsismus. Über den 'psychischen Zentralismus' in „La secte des égoïstes“ (1994) von Éric-Emmanuel Schmitt und „Agnes“ (1998) von Peter Stamm. In: Germanistik in der Schweiz. Jahrbuch der Schweizerischen Akademischen Gesellschaft für Germanistik. Heft 10/2013, S. 431–438.
- George Orwell: 1984. Im 3. Kapitel des III. Teils bezeichnet Orwell die Denkweise von IngSoc als „kollektiven Solipsismus“.
- Henry Rollins: Solipsist. Sammlung von Gedichten, Essays, Kurzgeschichten und Fragmenten. MirandA-Verlag, Bremen 2003, ISBN 3-934790-05-4.
- Éric-Emmanuel Schmitt: Die Schule der Egoisten. Aus dem Französischen von Inés Koebel. Ammann Verlag, Zürich 2004, ISBN 3-250-60061-X. (Der Titel müsste eigentlich Die Schule der Solipsisten heißen. Da dieser Begriff aber wenig bekannt ist, hat ihn der Autor, ein studierter Philosoph, zugunsten des populären „Egoismus“ vermieden. Der Roman bietet eine amüsante Erläuterung der Problematik des Solipsismus.)
- Martin Suter: Die dunkle Seite des Mondes. Klett, Stuttgart / Leipzig 2012, ISBN 978-3-12-352471-4.
- Kurt Vonnegut: Breakfast of champions. Roman. Aus dem Amerikan. von Kurt Heinrich Hansen. Goldmann, München 1999, ISBN 3-442-44516-7.